# Гийом Кане
Гийо̀м Канѐ (на френски: Guillaume Canet) е френски актьор, роден на 10 април 1973 г. 

## Избрана филмография

### Като актьор
- „Детски игри“ (2003)
- „Плажът“ (2000)
- „Тези, които ме обичат, ще хванат влака“ (1998)

### Като режисьор
- „Малки невинни лъжи“ (2010)